# Вар (Караш-Северин)
Вар (рум. Var) насеље је у Румунији у округу Караш-Северин у општини Обрежа. Oпштина се налази на надморској висини од 251 m.

## Прошлост
По "Румунској енциклопедији" место се помиње 1411. године. Становници су били вешти мајстори за гашење креча.
Аустријски царски ревизор Ерлер је 1774. године констатовао да место припада Букошничком округу, Карансебешког дистрикта. Село има милитарски статус, а становништво је било претежно влашко.

## Становништво
Према подацима из 2002. године у насељу је живело 410 становника, од којих су сви румунске националности.